# The Killers (1964)
The Killers (bra: Os Assassinos) é um filme policial estadunidense de 1964, escrito por Gene L. Coon e dirigido por Don Siegel. Trata-se da segunda adaptação cinematográfica do conto homônimo de Ernest Hemingway. Foi estrelado por Lee Marvin, John Cassavetes, Angie Dickinson e Ronald Reagan em seu último papel no cinema.
The Killers era para ser um dos primeiros telefilmes da NBC, mas a emissora o considerou violento demais para ser transmitido, então a Universal o lançou nos cinemas.

## Elenco
- Lee Marvin como Charlie Strom
- Angie Dickinson como Sheila Farr
- Clu Gulager como Lee
- John Cassavetes como Johnny North
- Ronald Reagan como Jack Browning
- Claude Akins como Earl Sylvester
- Norman Fell como Mickey Farmer
- Virginia Christine como Miss Watson
- Don Haggerty como Mail Truck Driver
- Robert Phillips como George Fleming
- Kathleen O'Malley como Miss Leslie

## Recepção
The Killers detém uma classificação de 80% no Rotten Tomatoes com base em 25 críticas com uma média de 7,2/10. O consenso diz: "Embora não possa superar a versão clássica de 1946 de Robert Siodmak, a visão de Don Siegel sobre a história de Ernest Hemingway delimita seu próprio território violento e oferece uma reviravolta terrivelmente difícil de Lee Marvin".